# Nam phrik
Cette page contient des caractères thaïs. En cas de problème, consultez Aide:Unicode ou testez votre navigateur.

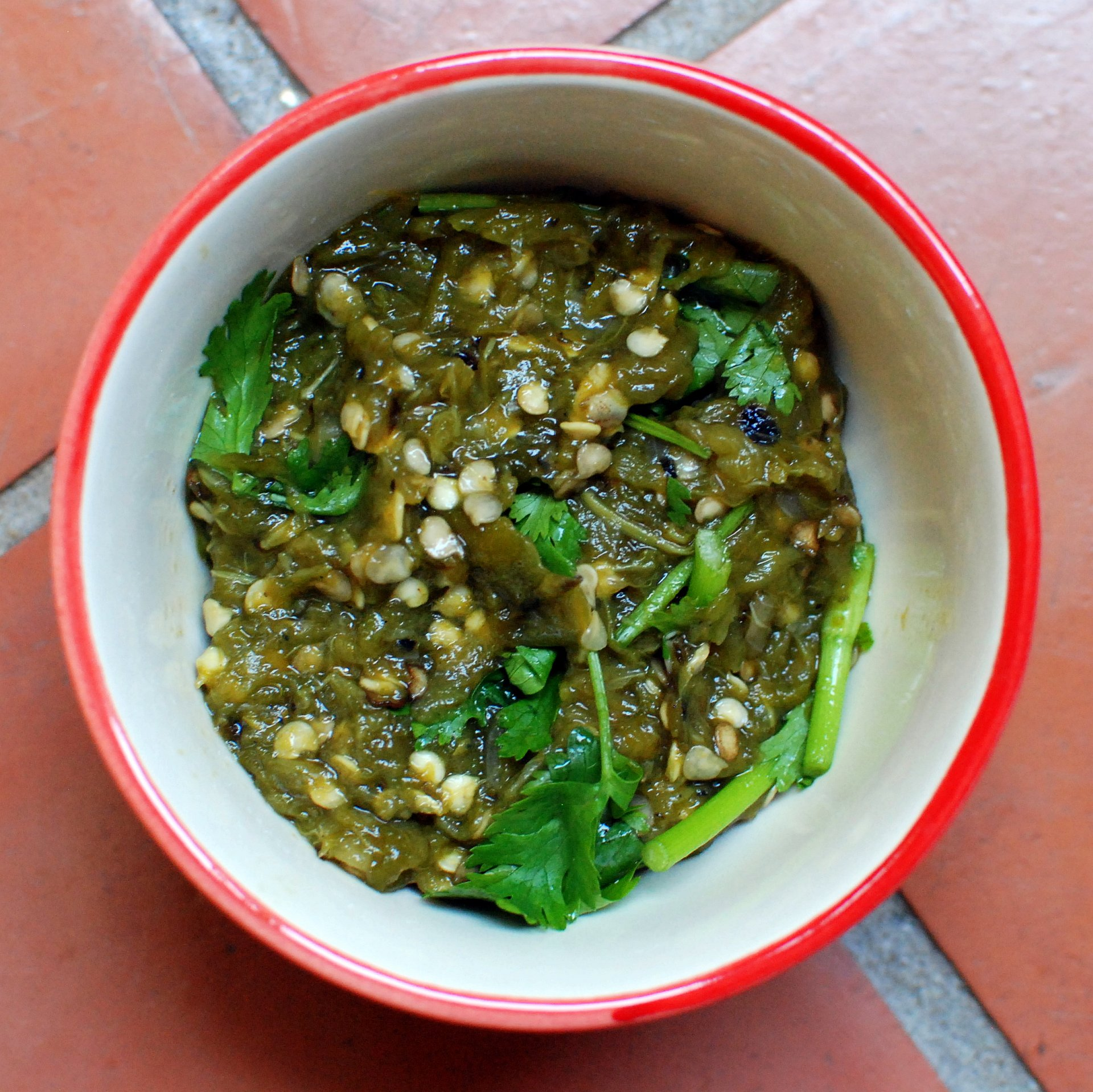
Nam phrik num, une spécialité du nord de la Thaïlande.

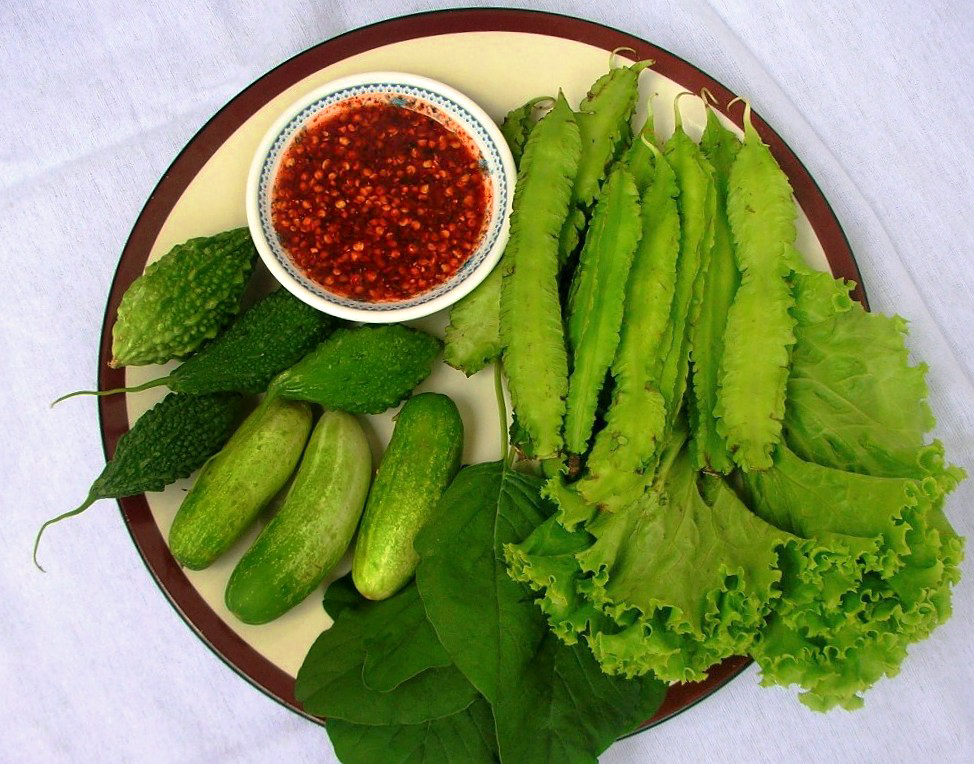
Nam phrik pla salat pon de Khorat.

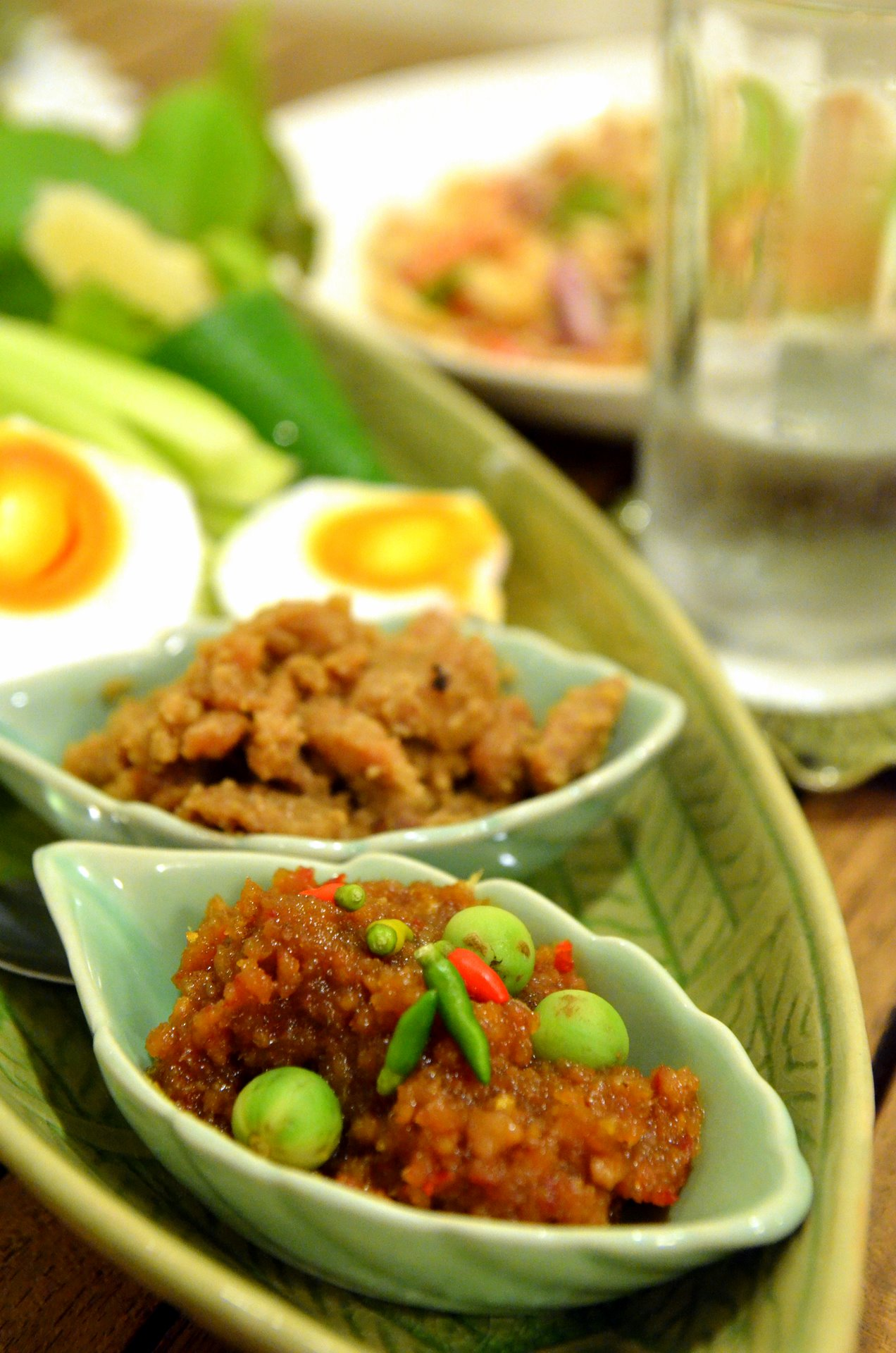
Nam phrik long ruea.

Nam phrik (thaï : น้ำพริก, lit. « eau de piment ») est un terme générique qui peut se référer à l'un des types de sauces piquantes plus ou moins visqueuses, épicées, à base de piments, typiques de la cuisine thaïlandaise. Les ingrédients de base pour le nam phrik sont :
- piments frais ou secs
- ail
- échalotes
- jus de citron
- nuoc mam, ou pâte de poisson, ou pâte de crevettes

Dans la méthode traditionnelle de préparation de la sauce, les ingrédients sont pilés ensemble en utilisant un mortier. La sauce est habituellement servie dans de petites soucoupes placées avec le plat principal, en tant que condiment ou trempette pour les préparations fades, comme les légumes crus ou simplement bouillis, poisson, volaille et viande. Selon le type, la région et la famille qui le prépare, la nam phrik peut varier en texture, d'un liquide à une pâte, voire à une consistance granuleuse ou pulvérulente presque sèche.

## Historique
Le premier Occidental à rendre compte du nam phrik fut Simon de la Loubère, ambassadeur français à la cour d'Ayutthaya, en 1687 ; il mentionne une sorte de moutarde relevant une sauce à base de crevettes fermentées, appelée kapi. Le roi Chulalongkorn a déclaré à plusieurs reprises au cours de sa tournée en Europe, en 1907, que la nam phrik était, avec la khai chiao (l'omelette), les éléments de la gastronomie thaïlandaise qui lui manquaient le plus.
Les piments sont originaires des Amériques, où ils ont été cultivés depuis plus de 6 000 ans, et ont probablement été introduits en Asie et en Thaïlande, au XVIe siècle de notre ère, par les émissaires et les commerçants portugais dans ce qui est connu sous le nom de l’échange colombien. Avant que les piments soient connus et accueillis avec enthousiasme dans la cuisine thaïlandaise, d'autres épices comme le poivre noir, le poivre long et le poivre du Sichuan ont été utilisées pour atteindre les saveurs piquantes souhaitées.

## Quelques recettes populaires denam phrik
Les différents types de nam phrik varient selon les ingrédients, la préparation et la région. Certains peuvent inclure du tamarin, de la mangue verte, du galanga, de la citronnelle et/ou des champignons. On trouve parfois même des ingrédients tels que des grenouilles ou des insectes frits, du poisson séché, grillé ou salé, haché finement ou encore des œufs de poisson. En Isan, le poisson fermenté, pla ra, est souvent utilisé et donne une saveur intense. Certains types de nam phrik peuvent être adoucis avec du sucre. Un livre de cuisine thaïlandaise de 1974 listes plus de 100 différents recettes. Voici quelques versions parmi les plus répandues :
- Nam phrik kapi (thaï : น้ำพริกกะปิ) est l'une des variétés les plus répandues et est typique du centre de la Thaïlande, souvent servie avec du poisson frit, pla thu, et des légumes[2].
- Nam phrik kha (thaï : น้ำพริกข่า) est préparée avec des piments grillés, de l'ail, du galanga et du sel. Cette spécialité du nord de la Thaïlande est souvent servie comme trempette pour les champignons cuits à la vapeur[3].
- Nam phrik long ruea (thaï : น้ำพริกลงเรือ) est une nam phrik sophistiquée, utilisant plusieurs types de fruits tels que Garcinia schomburgkiana et Solanum ferox, des crevettes séchées, du porc confit au sucre, de la pâte de crevette, de l’ail, du sucre et bien sûr des piments. La nam phrik long ruea est dégustée avec des œufs de cane en saumure, une salade verte et, par exemple, des tranches de zédoaire crues ou marinées (un rhizome comestible de couleur orange vif de la famille du gingembre dont l’odeur rappelle celle de la mangue).
- Nam phrik maeng da (thaï : น้ำพริกแมงดา) est préparée à partir de maeng da (Lethocerus indicus, une sorte de cafard d’eau géant) grillé et pilé au mortier, prisé pour sa saveur puissante et unique[4].
- Nam phrik narok (thaï : น้ำพริกนรก), lit. « nam phrik infernale ». Elle est faite avec des piments séchés, de la pâte de crevettes, du poisson-chat, des échalotes, de l'ail, de la sauce de poisson et du sucre[5].
- Nam phrik num (thaï : น้ำพริกหนุ่ม), spécialité du nord de la Thaïlande, sauce épaisse sur une base de piments verts grillés, d'oignon et d'ail ; elle est généralement consommée avec des légumes, des fritons de couennes de porc et du riz gluant[6].
- Nam phrik ong (thaï : น้ำพริกอ่อง), spécialité traditionnelle du nord de la Thaïlande, à base de viande de porc hachée et de tomates[7].
- Nam phrik phao (thaï : น้ำพริกเผา) est adoucie avec du sucre, et comprend, entre autres ingrédients, des piments rôtis et du tamarin[8]. Populaire à tartiner sur du pain ou des toasts, la nam phrik phao peut également être utilisée comme ingrédient, par exemple dans la soupe tom yum ou dans la salade thaï à base de calamars, phla pla muek[9].
- Nam phrik pla ching chang (thaï : น้ำพริกปลาฉิ้งฉ้าง) a pour base les petits anchois (Stolephorus) pêchés localement à Phuket[10].
- Nam phrik pla ra (thaï : น้ำพริกปลาร้า) est préparée à partir de pla ra[11].
- Nam phrik pla salat pon (thaï : น้ำพริกปลาสลาดป่น), également connue sous le nom phrik pla salat pon, est préparée à partir de pla salat (Notopterus notopterus) grillés, séchés et réduits en poudre. Les principaux ingrédients (le poisson séché, les piments rouges et l’ail) sont préalablement grillés jusqu'à être croustillants. Pâte de crevettes et sucre sont également ajoutés, et le mélange est pilé dans un mortier. La nam phrik pla salat pon est consommée avec des légumes crus et est populaire à Khorat[12].
- Nam phrik pla yang (thaï : น้ำพริกปลาย่าง) est à base de poisson grillé, généralement pla chon, émietté et mélangé avec de l'oignon, de l'ail, du piment en poudre, du tamarin, de la pâte de crevettes, de la sauce de poisson et du sucre[13].
- Nam phrik tai pla (thaï : น้ำพริกไตปลา)[14], préparée à partir de tai pla, une sauce utilisée dans le sud de la Thaïlande, à base d’entrailles fermentées d’un maquereau local (Rastrelliger brachysoma)[15].